# 广宇发展
天津广宇发展股份有限公司 （深交所：000537）是中国大陸深圳证券交易所的一家上市公司，主营业务范围为房地产开发与经营业。
2011年，该公司主营业务收入为1485622638.32元，公司净利润为280408296.72元，公司总资产为2974834624.61元。